# Masicera subpilosa
Masicera subpilosa là một loài ruồi trong họ Tachinidae.